# Голямо-Церквиште
Голямо-Церквиште (болг. Голямо Църквище) — село в Болгарии. Находится в Тырговиштской области, входит в общину Омуртаг. Население составляет 273 человека (2022).

## Политическая ситуация
В местном кметстве Голямо-Церквиште, в состав которого входит Голямо-Церквиште, должность кмета (старосты) исполняет Севдие Рюстемова Махремова (Движение за права и свободы (ДПС)) по результатам выборов.
Кмет (мэр) общины Омуртаг — Неждет Джевдет Шабан (Движение за права и свободы (ДПС)) по результатам выборов.